# Ferris Wheel

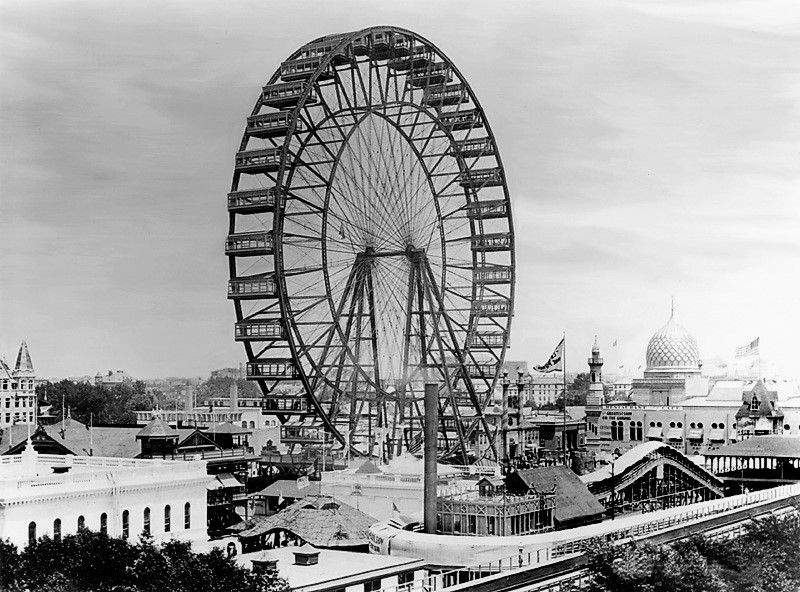
Het Ferris Wheel in 1893

Het Ferris Wheel (ook bekend als het Chicago Wheel) was  het eerste reuzenrad ter wereld. Het 80 meter hoog reuzenrad werd ontworpen door de Amerikaan George Ferris, en diende als publiekstrekker voor de World's Columbian Exposition van 1893 in Chicago. De naam is een soortnaam geworden; in het Engels wordt een reuzenrad een ferris wheel genoemd.
Het was destijds een vooruitstrevend stuk techniek. Ferris had zich laten inspireren door de techniek van het fietswiel waarbij spaken van getrokken ijzer een wiel op spanning houden. Het reuzenrad had 36 gondels, met ieder 40 stoelen. In totaal konden er dus 1440 passagiers tegelijkertijd in het reuzenrad plaatsnemen.
In april 1894 werd het reuzenrad gesloten, en later afgebroken. In 1895 werd het weer opgebouwd, nu in Lincoln Park. Hier bleef het rad tot 1903 in gebruik. In 1904 werd het Ferris Wheel opgebouwd in Saint Louis voor de Louisiana Purchase Exposition, waarna het in 1906 werd gesloopt met behulp van dynamiet.
Op 1 juli 1995 werd op Navy Pier in Chicago een 45,7 meter hoog reuzenrad geopend, geïnspireerd op het oorspronkelijke Ferris Wheel. Ter gelegenheid van het 100-jarig bestaan van Navy Pier in 2016 werd een nieuw reuzenrad geplaatst, nu 61 meter hoog.